# Stegra
Stegra, tidigare H2GS AB eller H2 Green Steel, är ett svenskt företag med planer att producera stål med en nästintill fossilfri process med hjälp av vätgas. Det grundades 2020 av bland andra Harald Mix (Vargas Holding).
I februari 2021 offentliggjordes att dåvarande H2 Green Steel AB avsåg att etablera ett stålverk i Norra Svartbyn i Boden. Stålproduktionen beräknades starta år 2024 med en kapacitet på 2,5 miljoner ton/år. Projektet beräknas skapa 1 500 arbetstillfällen i regionen.
Den planerade investeringen i Boden beräknades till 25 miljarder kronor. Förutom stålverk ingick också en anläggning för att producera vätgas i investeringen. Målet var att från 2030 producera fem miljoner årston stål för bland annat fordonsindustri och vitvarutillverkare.
Till första vd har utsågs Henrik Henriksson.

## Finansiering
Stegra genomförde 2021 en första finansieringsrunda för 50 miljoner euro från en utvald grupp finansiärer som innefattar bland andra Vargas Holding, Scania AB, SMS Group GmbH, European Institute of Innovation and Technology, Cristina Stenbeck, Daniel Ek, Altor och Imas Foundation (IKEA-sfären).
Av lånefinansieringen på cirka 48 miljarder kronor garanteras 13 miljarder av svenska staten genom Riksgälden till 80 %. Dessutom är staten långivare genom Svensk Exportkredit. EU finns också med som finansiär genom lån från Europeiska investeringsbanken och genom tilldelning från EU:s innovationsfond omfattande cirka 3 miljarder kronor.

## Järn- och ståltillverkning
Stegra planerade[när?] en integrerad anläggning, där järnmalm reduceras, stål tillverkas och valsning samt beläggning av färdiga produkter sker på samma plats. Detta skulle ge möjligheter att integrera heta processteg med mindre återvärmningsbehov jämfört med andra processer. Järnsvamp planerades att tillverkas genom direktreduktion av järnmalm med vätgas som reduktionsämne. Järnmalmen reducerades i denna till metalliskt järn (järnsvamp) som sedan kan legeras till stål. Vätgasen planerades tillverkas av vatten genom elektrolys och lagras i ett 30 ton stort mellanlager för att inte vara direkt beroende av elektrolysörer. För att tillföra kol som legeringsämne till processen ska naturgas användas som källa av kol. Naturgas planeras att lagras flytande i ett 1500 ton stort lager, totala förbrukningen beräknas till 170000 ton/år. På sikt planerades den fossila gasen att bytas ut till förnyelsebara alternativ när och om de blir tillgängliga i tillräckliga mängder.
Ståltillverkningen sker i ljusbågsugnar, där skrot och järnsvamp smälts tillsammans med legeringsämnen. Genom skänkugnar justeras smältan inför vidare processer. Det smälta stålet kommer att direktgjutas i en kontinuerlig stränggjutning för att sedan varmvalsas i samma linje. Till sist kommer stålet att betas, kallvalsas, och ytbehandlas beroende på kunds önskemål och behov.
Anläggningen planerades att byggas i två steg. Steg 1, med produktionsstart 2024 når en produktionsvolym om 2,5 milj ton stål/år 2026 och efter utbyggnad av steg 2 når anläggningen en total volym om 5 milj. ton stål/år 2030. Upp till 3,5 milj ton/år av dessa planerades vara återvinning av stålskrot.